# Soditech
Soditech est une entreprise française de dimension internationale en ingénierie mécanique et électronique spécialisée dans les Techniques de pointe, organisée en unités, au service de différents marchés : aéronautique, automobile, défense, espace, nucléaire et énergie.

## Historique
- 1990 : création de Soditech, société d’ingénierie mécanique dans le domaine du spatial, à Cannes.
- 1995-98: diversification de l’entreprise dans de nombreux domaines d’activités tels que l’automobile, l'aéronautique, le ferroviaire et le naval.
- 1997-98 : Soditech est élue l’entreprise la plus performante de la région PACA par le magazine Entreprendre [réf. nécessaire].
- 1999 : expansion de Soditech à l’international. Ouverture d’une filiale Soditech au Brésil à Curitiba (Paraná).
- 2000 : introduction de Soditech au nouveau marché d’Euronext Paris.
- 2005 : croissance externe à la suite des rachats de différents groupes.
- 2007 : cession des branches déficitaires.
- 2008 : recentrage des activités. Retour à la rentabilité. Dissolution de Soditech (Cannes)[1].
- 2009 : ouverture d’une filiale en Tunisie.
- 2010 : mise en place d’une stratégie de croissance via une diversification des secteurs d’activité et une construction solide de partenariats avec ses clients. Développement d’une filiale en Argentine.

## Données boursières
- Actions cotées à la bourse de Paris, NYSE Euronext.
- Marché Eurolist compartiment C
- Code valeurs ISIN=FR0000078321-SEC

## Principaux dirigeants
- Maurice Caillé ; président-directeur général
- Madenn Caillé ; vice-présidente chargée des Finances et des Relations Humaines
- François Sauze ; directeur technique

## Principaux métiers
Les principales spécialités de Soditech [réf. nécessaire]:
- ingénierie ;
- conception (bureau d’études) : nucléaire, énergies renouvelables, télécom, ensembles et sous ensembles électriques, pièces mécaniques, tuyauteries et outillages ;
- réalisation (fabrication de petite et moyenne série) : équipements électromécaniques, poignées d’hélicoptères, boîtiers, harnais, baies, rack et bancs de test. Protections thermiques, inserts de panneaux  et isolation par couches thermique (MLI, OSR). Application spécifique au spatial.

## Implantation de Soditech dans le monde
Soditech est présent dans différents pays :
- Au Brésil, la filiale Soditech Ltda effectue des prestations d'études pour les constructeurs automobiles et le marché aéronautique.
- En Argentine, la filiale Aselmec SA travaille en partenariat dans le secteur automobile et constitue une base low cost pour le reste du groupe.
- En Tunisie, la filiale Soditech Sarl constitue une base de sous-traitance pour la fabrication d’éléments câblés et la réalisation d’assemblages de moyenne série.